# Noha Abd Rabo
Noha Safwat Hafez Abd Rabo, née le 2 janvier 1987, est une taekwondoïste égyptienne.

## Carrière
Noha Abd Rabo remporte la médaille d'or dans la catégorie des moins de 72 kg aux Jeux africains de 2003 à Abuja, faisant aussi office de Championnats d'Afrique de taekwondo et la médaille d'argent dans la catégorie des plus de 72 kg aux Jeux africains de 2007 à Alger. Elle dispute les Jeux olympiques d'été de 2008 à Pékin, perdant le match pour la médaille de bronze face à la Britannique Sarah Stevenson.
Elle est médaillée de bronze dans la catégorie des plus de 73 kg aux Championnats d'Afrique de taekwondo 2009 à Yaoundé.